# Cantharis nigricans

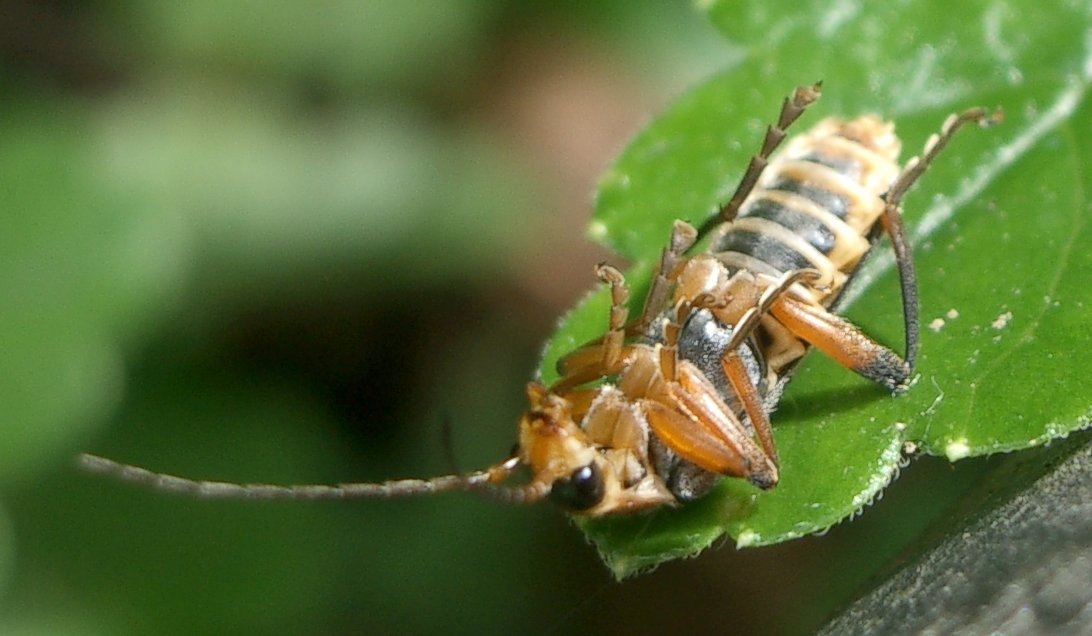
Unterseite

Cantharis nigricans, im Deutschen auch als Graugelber Weichkäfer bekannt, ist ein Käfer aus der Familie der Weichkäfer (Cantharidae).

## Merkmale
Die Käfer erreichen eine Körperlänge von 8 bis 11 Millimetern. Ihr Kopf ist an der Vorderseite gelb gefärbt, ansonsten schwarz. Der Halsschild ist gelb und trägt mittig einen schwarzen Fleck, der manchmal jedoch auch fehlen kann. Die schwarzen Deckflügel sind fein grau behaart. Ihre Beine sind überwiegend rötlich-gelb gefärbt, nur die Spitzen der Schenkel (Femora) und die Schienen (Tibien) der Hinterbeine sind schwarz. Die Art ist gut von den übrigen Weichkäfern zu unterscheiden.

## Vorkommen und Lebensweise
Die Tiere kommen in ganz Mitteleuropa häufig vor und bewohnen Wälder und deren Ränder. Dort sitzen sie häufig auf Pflanzen. Sie ernähren sich in erster Linie räuberisch von Insekten und anderen kleinen Lebewesen, aber auch von Pollen.